# Rym Ben Messaoud
Rym Ben Messaoud (arabe : ريم بن مسعود) est une actrice et animatrice de télévision tunisienne.

## Biographie
Plasticienne de formation, elle est titulaire d’une maîtrise de l'Institut supérieur des beaux-arts de Tunis. Rym Ben Messaoud commence sa carrière audiovisuelle en tant que décoratrice adjointe à Hannibal TV puis, de 2007 à 2011, comme responsable casting à Nessma. Elle fait sa première apparition devant la caméra en 2005, en tant qu’animatrice sur la chaîne Al Jazeera Children (en), puis devient chroniqueuse à Nessma et réalise l'une de ses émissions quotidiennes, Nessmet Carthage, diffusée à l'été 2014.
Elle fait ses débuts en tant qu’actrice dans le feuilleton Maktoub, puis interprète en 2014 son premier rôle secondaire au cinéma dans Printemps tunisien de Raja Amari. En 2015, elle interprète le rôle de la policière Hayfa au côté de Lotfi Abdelli et Kamel Touati dans la série à succès Bolice.
Rym Ben Messaoud interprète son premier rôle principal au cinéma dans le film Hedi, un vent de liberté de Mohamed Ben Attia, sélectionné en compétition officielle à la Berlinale 2016.
En 2017, elle reçoit le prix de la meilleure actrice pour son rôle dans Awled Moufida et le prix de la star ramadanesque aux Romdhane Awards, attribués par Mosaïque FM,.

## Filmographie

### Cinéma
- 2014 : Printemps tunisien de Raja Amari
- 2016 :  Hedi, un vent de liberté de Mohamed Ben Attia
- 2017 : La Belle et la Meute de Kaouther Ben Hania
- 2018 : Leila's Blues (court métrage) de Fateme Ahmadi et Mohamed Ismail Louati
- 2024 : Bolice, le film de Majdi Smiri

### Télévision

#### Séries
- 2010 : Nsibti Laaziza (invitée des épisodes 6, 8 et 15 de la saison 1) de Slaheddine Essid : Amoula
- 2014 : Maktoub (saison 4) de Sami Fehri : médecin de la prison
- 2015-2025 : Bolice de Majdi Smiri : Hayfa[3]
- 2017 : Awled Moufida (saison 3) de Sami Fehri : Hasna[4]
- 2018 : Lavage de Saif Dhrif
- 2019 : Machair de Muhammet Gök
- 2021 : Millionaire de Muhammet Gök (invitée d'honneur de l'épisode 15) : Feryal
- 2023 : Djebel Lahmar de Rabii Tekali : Zlaïkha

#### Émissions
- 2005 : animatrice sur Al Jazeera Children (en)
- 2006 : animatrice sur Al Fadhaia Al Libya
- 2010-2012 : Memnou Al Rjel (Interdit aux hommes) sur Nessma : animatrice de la rubrique « Art de vivre »[5]
- 2014 :
  - Jek El Marsoul sur Nessma : chroniqueuse
  - Nessmet Carthage sur Nessma : réalisatrice